# Magnolia sharpii
Magnolia sharpii — вид рослин родини Магнолієві (Magnoliaceae).
Походить з вологих гірських тропічних лісів штату Чіапас на південному сході Мексики.